# Irnerius

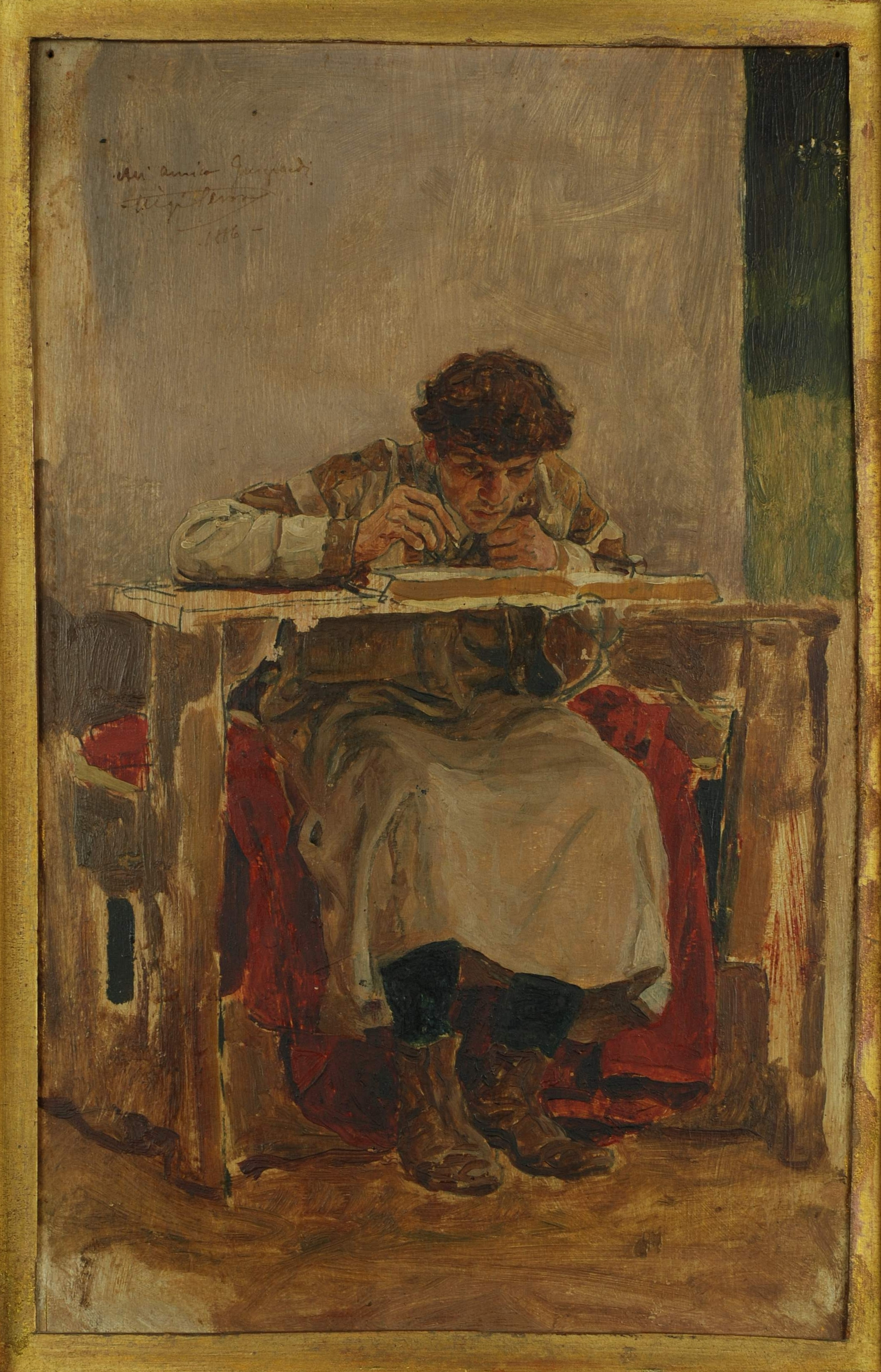
Irnerius

Irnerius, nazywany lucerna juris – pochodnią prawa (ur. 1050, zm. ok. 1125) – włoski prawnik, założyciel szkoły glosatorów. Nauczał w Bolonii prawa rzymskiego w oparciu o Kodeks Justyniana – Corpus Iuris Civilis. Nowo odkryte prawo rzymskie zaczęto wykładać bowiem po raz pierwszy w Bolonii w 1070 roku. Jego dzieło Summa Codicis, będące zbiorem komentarzy do Kodeksu Justyniana, odegrało ważną rolę w dziejach prawa.
Na temat jego życia wiadomo niewiele, jego mecenasem była margrabina Matylda Toskańska, przyjaciółka papieża Grzegorza VII. Po śmierci papieża Paschalisa II, bronił praw cesarza Henryka V podczas wyborów papieskich i utrzymywał legalność wyboru antypapieża Grzegorza VIII przez cesarstwo; po 1116 pojawia się obejmując urzędy podległe cesarzowi; zmarł prawdopodobnie podczas rządów cesarza Lotara II, prawdopodobnie przed rokiem 1140.
Irnerius nauczał zgodnie ze sprawdzonymi metodami, jak w nauczaniu Pisma Świętego. Czytał na głos rozdział prawa, które studenci zapisywali i dodawali do tekstu jego komentarze i uwagi wyjaśniające. W ten sposób stał się jednym z pierwszych glosatorów, którzy wyjaśniali prawo. W ten sposób Digesta seu Pandenkta Justyniana stosowane w Bolonii, przytaczane jako Littera Bononiensis, równocześnie z Littera Florentina zostało rozpowszechniane w całej Europie przez studentów bolońskich.
Według niektórych autorów średniowiecznych (sprawa bardzo kontrowersyjna) Irnerius był autorem streszczenia Novellae Justyniana, znanego jako Authentica. Jego dzieła Formularium tabellionum (pouczenia dla notariuszy) i Quaestiones zaginęły.
Irnerius był przez długi czas zapomniany. Przypomniał go pod koniec XIX wieku jeden z niemieckich historyków. W manuskryptach występuje jako: Hirnerius, Hyrnerius, Iernerius, Gernerius, Guarnerius, Warnerius, Wernerius, Yrnerius.